# Женщины в вооружённых силах России
Женщины в вооружённых силах России — служба (военнослужащие) и работа (гражданские работники) женщин в Вооружённых силах Российской Федерации, а также в вооружённых силах государств-предшественников.
В России образ женщины-воительницы имеет давнюю традицию. Так, Николай Карамзин в «Предании веков» отмечает, что в 626 году византийские летописцы свидетельствовали, что при осаде Константинополя среди убитых русичей находили женщин в доспехах. Василий Немирович-Данченко в книге «О русских женщинах» писал, что «первобытные славянки неожиданно пугали врагов во время боя, неистово, с мечами в руках врываясь между сражающимися». В летописи рассказывается о военных походах княгини Ольги. В преданиях о ростовских князьях говорится о том, что в Куликовской битве участвовали княжны Феодора Пужбольская и Дарья Ростовская, дочь князя Андрея Фёдоровича. 

## Российская империя
В Уставе воинском Петра I 1716 года было предусмотрено право женщин на службу в армии в военных госпиталях.
В 1787 году по приказу Григория Потёмкина для встречи императрицы Екатерины II, которая путешествовала по югу России, была сформирована женская Амазонская рота. Но это формирование имело скорее экзотический, чем военный характер. 
Известны случаи, когда русские женщины участвовали в войнах, выдавая себя за мужчин. Так, Александра Тихомирова, дочь отставного майора, после гибели брата-офицера взяла его документы, надела форму и записалась в Белозёрский мушкетёрский полк. Существует легенда, что служила она целых пятнадцать лет, стала офицером, и геройски погибла в сражении при Прейсиш-Эйлау в 1807 году. Лишь во время похорон полк узнал, что она — женщина.
Гораздо лучше известна жизнь Надежды Дуровой, которая в 1806 году под именем Александа Соколова записалась в Конно-Польский уланский полк. Она участвовала в Войне четвёртой коалиции, Отечественной войне 1812 года, Заграничном походе и служила в армии до выхода в отставку в 1816 году.
Во время Крымской войны по инициативе великой княгини Елены Павловны была создана Крестовоздвиженская община сестёр милосердия, сто двадцать сестёр которой прибыли в Крым для оказания помощи раненым. Во время Русско-турецкой войны 1877—1878 годов впервые в истории военной медицины в тот период на театр военных действий прибыли женщины-врачи, а также две тысячи сестёр милосердия и фельдшериц. Но они также были не военнослужащими, а представителями Российского общества Красного Креста (РОКК). Во время Первой мировой войны уже в 1914 г. число сестёр милосердия достигло почти 25 тыс. Они работали в тыловых госпиталях, этапных и подвижных лазаретах, на санитарных поездах, в передовых санитарных отрядах, санитарных транспортах, питательных и перевязочных пунктах, при дезинфекционных камерах, в рентгеновских и летучих хирургических отрядах, плавучих госпиталях на Чёрном море, в бактериологических лабораториях, полевых складах. Все они, где бы они ни работали, были приписаны к определенным общинам РОКК. Последние направляли их в распоряжение главно-уполномоченных РОКК фронтов и внутреннего района. Те в свою очередь направляли их особоуполномоченным РОКК армий данного фронта или во фронтовой резерв. Особоуполномоченные направляли сестер непосредственно в краснокрестные или подфлажные (под флагом РОКК) учреждения в ведение главных врачей учреждений или уполномоченных отрядов, летучек, пунктов, транспортов и т.п..
Непосредственно в вооружённых силах вплоть до 1917 года российские женщины могли служить, как и ранее, лишь выдавая себя за мужчин. Так, во время русско-японской войны в отряде генерала Ренненкампфа под именем Михаила Николаевича Смолко служила переводчица Елена Михайловна Постоногова, владевшая китайским, японским, корейским и несколькими европейскими языками. Она переводила документы и допросы пленных, участвовала в разведках и боях и получила медаль «За храбрость» на Георгиевской ленте. Во время Первой мировой войны несколько женщин, выдававших себя за мужчин, получили Георгиевские кресты. Так, Елена Цебржинская при вручении награды числилась под фамилией Цетнерского в должности ротного фельдшера 186-го Асландузского пехотного полка; Ольга Шидловская служила в 4-м Мариупольском гусарском полку под именем Олега Шидловского; Антонина Пальшина, удостоенная двух Георгиевских крестов, воевала в 75-м пехотном Севастопольском полку под именем Антона. 
Когда после Февральской революции 1917 года, когда началось разложение армии, были созданы женские батальоны смерти, чтобы поднять патриотический настрой в армии и устыдить солдат-мужчин, отказывавшихся воевать.

## Советская Россия и СССР

### Гражданская война
Большевики выступали за гендерное равенство. Так, Александра Коллонтай, которая во время Гражданской войны была начальником политотдела Крымской армии, писала: «С призывом женщин в войска окончательно закрепляется представление о ней как о равноправном и равноценном члене государства.». Многие женщины непосредственно участвовали в боевых действиях Гражданской войны. Например, начальница политотдела 15-й Сивашской дивизии Александра Янышева, награжденная орденом Красного Знамени, вместе с передовым отрядом в 270 человек участвовала в ноябре 1920 года в форсировании Сиваша. Помощником начальника политотдела 6-й и 9-й армий воевала Валентина Суздальцева. Лариса Рейснер, послужившая прототипом комиссара для «Оптимистической трагедии», была комиссаром Морского генерального штаба. К концу Гражданской войны в РККА служили около 66 тыс. женщин, что составляло около 2 % всего личного состава.

### Межвоенный период
В Законе СССР «Об обязательной военной службе» 1925 года в мирное время на началах добровольности могли приниматься на военную службу трудящиеся женщины не моложе 18 лет и не старше 34 лет. а в военное время женщины могли быть призваны на военную службу.
В межвоенный период многие советские женщины обучались в военных академиях. Перед Великой Отечественной войной более 250 женщин закончили академии химической защиты, механизации и моторизации, военно-политическую, военно-морскую, военно-воздушную, электротехническую, инженерную, артиллерийскую.

### Великая Отечественная война
В отличие от других войн, во время этой войны женщины массово участвовали в войне в составе действующей армии. СССР был единственной страной, где женщины массово принимали непосредственное участие в боевых действиях во время Второй мировой войны.Привлечение женщин в состав советских вооружённых сил было связано прежде всего с огромными людскими потерями в начале войны.
На основании постановлений Государственного комитета обороны в 1942 году было проведено три массовые мобилизации женщин. Мобилизовывались незамужние девушки в возрасте от 18 до 25 лет с образованием не ниже 5—7 классов, но с обязательным условием наличия полного среднего образования у 40 % общего числа мобилизованных.
Согласно постановлению ГКО от 25 марта 1942 года. 100 000 девушек-комсомолок мобилизовывались в части противовоздушной обороны страны для замены ими красноармейцев-телефонистов, радистов, разведчиков-наблюдателей за воздухом и занятия других должностей.
Вторая мобилизация по постановлению ГКО от 15 апреля 1942 года направила на фронт 30 000 женщин для несения службы в войсках связи. Женщины заменяли мужчин-радистов, работников полевой почты, экспедиторов, телеграфных техников, делопроизводителей, чертежников, писарей, санитаров.
Постановлением ГКО СССР от 18 апреля 1942 года была объявлена третья мобилизация женщин: 40 000 женщин направлялось на должности специалистов административно-хозяйственной службы (заведующих складами, шоферов, трактористов, поваров, кладовщиков, счетоводов), а также в войска связи, дополняя предыдущий призыв. Часть мобилизованных женщин подлежала обучению и направлялась на фронт спустя 1,5—2 месяца после призыва, другая часть, распределяемая в подразделения обслуживания, отправлялась немедленно после призыва.
В октябре 1943 года для работы на центральных артиллерийских базах и складах СССР было призвано ещё 4200 женщин в возрасте от 18 до 45 лет.
По постановлению ГКО СССР от 16 мая 1944 года для укомплектования должностей поваров, прачек, связистов и санитарок «в добровольном порядке» призвали ещё 25 000 женщин в возрасте от 20 до 35 лет.
Всего на военную службу с 1941 по 1945 годы было призвано 490 235 женщин. Из числа призванных лиц женского пола было направлено: в части ПВО — 177 065 человек, в части связи — 41 886, в части ВВС — 40 209, в женские формирования и школы — 14 460, в автомобильные части — 18 785, на курсы поваров — 28 500, в военно-санитарные части и учреждения — 41 224, в части и учреждения ВМФ — 20 889, в железнодорожные части НКПС — 7500, в части МПВО — 70 458, в другие (фронтовые, окружные и армейские) части и учреждения Красной армии — 29 259 человек. На 1 января 1945 года военнослужащие-женщины распределялись так: офицеров — 70 647, сержантов — 113 990, солдат — 276 809, слушателей и курсантов — 2057.
В боевые подразделения (за исключением ПВО) женщины зачислялись только добровольно. По инициативе ЦК ВЛКСМ было подготовлено свыше 222 тыс. женщин — бойцов-специалистов, в их числе: миномётчиц — 6 097 человек, станковых пулемётчиц — 4 522, ручных пулемётчиц — 7 796, стрелков-автоматчиц — 15 290, стрелков-снайперов — 102 333, связистов всех специальностей — 45 509 человек.
Появились целые женские боевые формирования: из женщин-добровольцев было сформировано три авиационных полка: 46-й гвардейский ночной бомбардировочный авиационный полк, 125-й гвардейский бомбардировочный авиационный полк и 586-й истребительный авиационный полк. Также были сформированы 1-я женская добровольческая стрелковая бригада внутренних войск НКВД СССР, Отдельный женский запасной стрелковый полк, Центральная женская школа снайперской подготовки, Отдельная женская рота моряков. В стрелковых частях и подразделениях немало женщин сражались в качестве пулемётчиков и автоматчиков. Отдельный женский запасный стрелковый полк, сформированный в ноябре 1942 года при Московском военном округе, подготовил 5 175 женщин-бойцов и командиров: 3 892 рядовых, 986 сержантов и старшин и 297 офицеров.
Множество женщин было в частях ПВО. В некоторых полках и дивизиях ПВО число женщин доходило до 50-100 % личного состава. На Северном фронте ПВО в отдельных частях и подразделениях их число составляло 80-100 % личного состава. С 1943 года в части ПВО женщины направлялись на должности не только обслуживающего состава, но и боевых расчетов (разведчиков, орудийных номеров, номеров зенитных пулемётов, прожекторных станций, постов аэростатного заграждения). К концу войны женщины составляли до 24 % численности войск ПВО. Призыв женщин позволил высвободить из войск ПВО и направить на фронт до 300 тыс. мужчин.
Но больше всего в армии было женщин-медиков. Из общего числа врачей, которых в действующей армии насчитывалось около 700 тысяч, женщин было 42 %, а среди хирургов — 43,4 %. Средними и младшими медицинскими работниками на фронтах служили более двух миллионов человек и из них женщины составляли большинство — свыше 80 %. 15 женщин-медиков были удостоены звания Героя Советского Союза. 40 % санинструкторов и санитаров в действующей армии на передовой составляли женщины.

### Послевоенный период
Женщины служили в вооружённых силах СССР и в послевоенный период. Закон СССР «О всеобщей воинской обязанности» предусматривал, что женщины – граждане СССР в возрасте от 19 до 40 лет, имеющие медицинскую или другую специальную подготовку, могли быть взяты в мирное время на воинский учет, привлечены на учебные сборы, а также приняты в добровольном порядке на действительную военную службу. На женщин, принятых в добровольном порядке на действительную военную службу в качестве солдат, матросов, сержантов и старшин (а их было большинство, офицерами были единицы), распространялись права и обязанности, льготы и преимущества, предусмотренные действующим на тот период законодательством для военнослужащих сверхсрочной службы. В начале 1980-х в вооруженных силах СССР было до полутора процентов женщин.
Во время войны в Афганистане в 1979—1989 годах женщины служили на базах материально-технического обеспечения, служили архивариусами, переводчицами и шифровальщицами при штабах, составляли подавляющее большинство медперсонала в госпиталях и медчастях, выполняли обязанности прачек, библиотекарей и продавщиц. По разным оценкам, их было всего около 20 тыс. Из служивших в Афганистане женщин более 1300 были награждены советскими орденами и медалями. На этой войне погибло не менее 60 советских женщин, среди которых 4 прапорщика и около полусотни гражданских служащих вооружённых сил.

## Российская Федерация
С 2000 года по 2010 год численность женщин в российских вооруженных силах увеличилась почти вдвое — с 50 тыс. до 95 тыс. В 2009 году доля женщин в ВС России составила 7 % — 77,5 тыс. человек. В 2009 году 28 % из них проходили службу в медицинских учреждениях, 22,3 % были связистами, 16,5 % служили в штабах и около 25,2 % — в войсковом хозяйстве. На март 2021 года в Вооруженных силах России было около 40 000 военнослужащих-женщин (более 30 000 женщин служили по контракту солдатами и сержантами, около 7000 — прапорщиками и мичманами), еще около 270 000 женщин были гражданскими работниками вооруженных сил. Женщины-офицеры проходят службу в основном по медицинским специальностям, также они служат в войсках связи, финансовом секторе, в качестве военных переводчиков. Прапорщики-женщины в основном служат на должностях войскового хозяйства, штабных, медицинских, связи, финансовой службы, ремонта и хранения вооружения. Женщины-сержанты и солдаты, как правило, занимают должности радиотелефонистов, телефонистов, делопроизводителей. Женщин, проходящих службу, могут привлекать для несения боевого дежурства, либо участия в учениях, однако караульная, гарнизонная и внутренняя служба для них запрещена. Предельный возраст пребывания на военной службе для женщины в ВС РФ — 45 лет.
Первой из женщин звание генерала в ВС РФ получила в 1995 году первая в мире женщина-космонавт Валентина Терешкова. В 2012 году звание генерал-майора получила заместитель начальника Главного управления международного военного сотрудничества Минобороны России Елена Князева.
В Российской Федерации женщины не подлежат призыву в мирное время, однако женщин-специалистов, чье образование относится к военно-учетным, ставят на воинский учет, и они считаются военнообязанными. В постановлении Правительства РФ №719 от 27.11.2006 «Об утверждении Положения о воинском учете закреплены шесть таких профессиональных сфер: связь; оптические и звукометрические средства измерения и метеорология; картография; вычислительная техника; полиграфия; медицина». Они могут быть призваны в случае мобилизации.